# Słodownik
Słodownik – mistrz przygotowujący słód do warzenia piwa. Pracownik słodowni. Dawniej nazywany sładkiem lub mielcarzem. Pierwotnie funkcję słodownika pełnił mistrz piwowar, gdyż słodownie były częścią składową browaru. Pod koniec średniowiecza zakłady zajmujące się słodowaniem zboża zaczęły się oddzielać od browarów. Tym samym w XV w. została wyodrębniona funkcja słodownika, który był właścicielem słodowni lub pracownikiem najemnym. Ponowne połączenie browarów ze słodownią nastąpiło w XIX w. Obecnie słodownie to osobne zakłady przygotowujące różnego rodzaju słody do warzenia piwa lub wyrobu whisky.